# Oratorio di Gesù al Calvario e di Maria
Oratorio di Gesù al Calvario e di Maria ou Oratório de Jesus no Calvário e de Maria, conhecido como Santa Maria Addolorata dei Sacconi Rossi ou Oratorio dei Sacconi Rossi, é um oratório de Roma, Itália, localizada no rione Ripa, na Ilha Tiberina, desconsagrado em 1988. Era o oratório do antigo mosteiro franciscano do lado norte de San Bartolomeo all'Isola. Era dedicado a Nossa Senhora das Dores e uma igreja subsidiária da paróquia de Santa Maria in Portico in Campitelli.
Todos os anos, no Dia de Todos os Santos, os Sacconi Rossi seguiam até a ponta da ilha (de frente para a Ponte Rotto) e atiravam uma guirlanda no rio em memória dos afogados no rio cujos corpos jamais foram encontrados. Esta tradição é mantida ainda hoje pelos fatebenefratelli e pela Confraria de Santa Maria dell'Orto.

## História

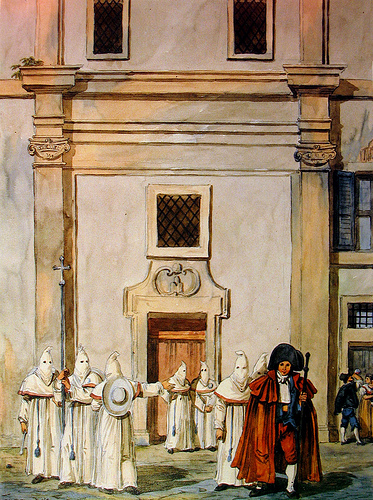
Aquarela de Achille Pinelli (séc. XIX)

A "Confraria dos Devotos de Jesus no Calvário" (em italiano:  Confraternità dei Devoti di Gesù al Calvario) foi fundada em 1760, primeiro como uma confraria leiga que tinha por objetivo meditar sobre a Paixão de Cristo e rezar pelas almas do Purgatório. Porém, logo eles assumiram a função de enterrar todos os corpos não identificados encontrados no Tibre, sempre à noite e vestindo volumosos hábitos vermelhos, o que lhes valeu o apelido de Sacconi Rossi ("Sacos Vermelhos"). 
Em 1768, a confraria alugou um espaço no convento franciscano vizinho da basílica de San Bartolomeo. Em 1780, alugaram o espaço que transformaram em sua capela e, quatro anos depois, conseguiram permissão para transformar o porão numa cripta para sepultar membros falecidos. Depois de muitas interrupções, este direito foi finalmente abolido em 1871, o que afetou seriamente o número de novos membros.
Na segunda metade do século XX, quase não havia mais membros e a Confraria de Santa Maria dell'Orto se interessou em manter vivas as cerimônias em homenagem aos afogados no rio a partir de 1983. Finalmente, em 1988, os Hospitalários de São João de Deus (conhecidos como Fatebenefratelli), que atuam no hospital de San Giovanni Calibita, também na ilha Tiberina, adquiriu os direitos e privilégio dos Sacconi Rossi. A capela foi desconsagrada logo em seguida.

## Cripta
Este oratório é famoso principalmente pela cripta, que abriga pilhas de ossos e crânios desarticulados arrumados em prateleiras e nichos arqueados. Alguns foram ligados por fios para formar lustres e candelabros. Está ali também um oratório com dois conjuntos de banquinhos de frente um para o outro numa câmara coberta por uma abóbada de berço. No chão está um esqueleto completo com o hábito da confraria.